# Nationalliga A (Handball) 1997/98
Die Spielzeit 1997/98 war die 49. reguläre Spielzeit der Schweizer Nationalliga A im Handball der Männer.

## Modus
Gespielt wurden von den 12 Teams je 14 Spiele in einer Qualifikationsrunde.
Danach wurde die Meisterschaft in eine Final- und eine Auf-/Abstiegsrunde geteilt.
In der Finalrunde spielten die besten 8 Teams der Qualifikationsrunde.
In der Auf-/Abstiegsrunde spielten die Teams auf den Rängen 9.–12. mit den besten 4 der Nationalliga B in einer Doppelrunde (je 14 Spiele) um den Auf-/Abstieg.
Nach der Finalrunde spielten die Mannschaften auf den Rängen 1 bis 4 die Playoffs (1. gegen 4., 2. gegen 3.). Der Sieger der Playoffs wurde Schweizer Meister.

## Qualifikationsrunde
| Rang                    | Verein                | Spiele | Punkte |
| ----------------------- | --------------------- | ------ | ------ |
| 01.                     | Pfadi Winterthur (C)  | 14     | 28     |
| 02.                     | St. Otmar St. Gallen  | 14     | 23     |
| 03.                     | TV Suhr               | 14     | 22     |
| 04.                     | Wacker Thun           | 14     | 20     |
| 05.                     | Kadetten Schaffhausen | 14     | 14     |
| 06.                     | TV Zofingen (A)       | 14     | 13     |
| 07.                     | Grasshoppers          | 14     | 10     |
| 08.                     | ZMC Amicitia          | 14     | 09     |
| 09.                     | BSV Bern              | 14     | 09     |
| 10.                     | BSV Borba Luzern      | 14     | 08     |
| 11.                     | TV Endingen           | 14     | 06     |
| 12.                     | BSV Stans             | 14     | 06     |
| Stand 22. Dezember 1997 |                       |        |        |

| Zum Qualifikationsrundenende 1997/98: |                                     |
|                                       |                                     |
|                                       | Qualifiziert für die NLA-Finalrunde |
|                                       | NLB/NLA-Auf-/Abstiegsrunde          |

Zum Saisonende 1996/97:

(M) – Schweizer Meister 1996/97: Pfadi Winterthur

(A) – Aufsteiger aus der Nationalliga B 1996/97: TV Zofingen

## NLA-Finalrunde
| Rang                | Verein                | Spiele | Punkte |
| ------------------- | --------------------- | ------ | ------ |
| 1.                  | Pfadi Winterthur      | 14     | 25     |
| 2.                  | Wacker Thun           | 14     | 21     |
| 3.                  | TV Suhr               | 14     | 19     |
| 4.                  | St. Otmar St. Gallen  | 14     | 17     |
| 5.                  | Kadetten Schaffhausen | 14     | 16     |
| 6.                  | ZMC Amicitia          | 14     | 10     |
| 7.                  | Grasshoppers          | 14     | 6      |
| 8.                  | TV Zofingen           | 14     | 4      |
| Stand 6. April 1998 |                       |        |        |

| Zum NLA-Finalrundenende 1997/98: |                               |
|                                  |                               |
|                                  | Qualifiziert für die Playoffs |
|                                  | Saison beendet                |

## NLB/NLA-Auf-/Abstiegsrunde
| Rang                 | Verein                 | Spiele | Punkte |
| -------------------- | ---------------------- | ------ | ------ |
| 1.                   | BSV Borba Luzern (NLA) | 14     |        |
| 2.                   | BSV Bern (NLA)         | 14     |        |
| 3.                   | BSV Stans (NLA)        | 14     |        |
| 4.                   | TV Endingen (NLA)      | 14     |        |
| 5.                   | TV Möhlin              | 14     |        |
| 6.                   | Yellow Winterthur      | 14     |        |
| 7.                   | HC Horgen              | 14     |        |
| 8.                   | TV Horw                | 14     |        |
| Stand 27. April 1998 |                        |        |        |

| Zum NLB/NLA-Auf-/Abstiegsrundenende 1997/98: |                                                |
|                                              |                                                |
|                                              | Qualifiziert für die NLA in der Saison 1998/99 |
|                                              | NLB in der Saison 1998/99                      |

## Playoffs
Playoff-Baum

|  | Halbfinal | Halbfinal                | Halbfinal |  |  | Final | Final            | Final |
|  |           |                          |           |  |  |       |                  |       |
|  |           |                          |           |  |  |       |                  |       |
|  |           | Pfadi Winterthur         | 2         |  |  |       |                  |       |
|  |           | TSV St. Otmar St. Gallen | 0         |  |  |       |                  |       |
|  |           |                          |           |  |  |       | Pfadi Winterthur | 2     |
|  |           |                          |           |  |  |       | TV Suhr          | 0     |
|  |           | TV Suhr                  | 2         |  |  |       |                  |       |
|  |           | Wacker Thun              | 0         |  |  |       |                  |       |
|  |           |                          |           |  |  |       |                  |       |

### Halbfinal
Modus war Best-of-Three
|                  |   |                          | Serie | 1     | 2     | 3 |
| ---------------- | - | ------------------------ | ----- | ----- | ----- | - |
| Pfadi Winterthur | – | TSV St. Otmar St. Gallen | 2:0   | 30:20 | 30:28 | – |
| TV Suhr          | – | Wacker Thun              | 2:0   | 19:18 | 27:23 | – |

### Final
Modus war Best-of-Three
|                  |   |         | Serie | 1     | 2     | 3 |
| ---------------- | - | ------- | ----- | ----- | ----- | - |
| Pfadi Winterthur | – | TV Suhr | 2:0   | 31:25 | 29:28 | – |

## Torschützenliste
| Pl. | Spieler         | Tore | Schnitt | Mannschaft            |
| --- | --------------- | ---- | ------- | --------------------- |
| 1.  | Attila Kotormán | 237  | 8,8     | Kadetten Schaffhausen |
| 2.  | Goran Perkovac  | 235  | 7,3     | TV Suhr               |
| 3.  | Zlatko Portner  | 225  | 8,0     | TV Zofingen           |